# 즈비그니에프 헤르베르트
즈비그니에프 볼레스와프 리샤르트 헤르베르트(폴란드어: Zbigniew Bolesław Ryszard Herbert, 1924년 10월 29일~1998년 7월 28일)는 폴란드의 시인, 수필가, 극작가이다.

## 생애
1924년 10월 29일, 지금은 우크라이나 영토인 르부프(Lwów)에서 태어났다.
헤르베르트는 1950년 문예지 ≪오늘과 내일(Dziś i jutro)≫에 2차 대전의 상흔을 소재로 한 ＜9월의 이별(Pożegnanie września)＞, ＜중용(Złoty środek)＞, ＜비문(Napis)＞ 등 세 편의 시를 발표하며 정식으로 등단했다. 하지만 그 이듬해 사회주의 리얼리즘의 선동적인 경향에 동참하기를 거부하고, 사회주의 정부가 공인하는 ‘폴란드 문인 협회(Związek Literatów Polskich)’에서 탈퇴를 선언하는 바람에 더 이상 작가로서 공식적인 활동을 할 수 없게 되었다. 이 시기에 헤르베르트는 은행 사무원, 가게 점원, 위생설비 설계사등 다양한 직업을 전전하며 간신히 생계를 유지해야만 했다. 작품 활동은 필명으로 신분을 감춘 채 문예지에 간헐적으로 작품을 발표하는 것이 고작이었다.
1953년 스탈린 사망 이후 스탈린에 대한 개인숭배 금지가 결의되면서 폴란드 국내에도 큰 변화가 일어났다. 폴란드 국민으로부터 많은 지지를 받고 있던 고무우카(W. Gomułka)가 정권을 잡게 되면서 대소 관계에서 주권 회복을 선언하고, 나아가 여론을 대폭적으로 수용하는 유화정책을 선포한 것이다. 정치적인 이완과 더불어 사회 전반에 파급된 자유화의 분위기는 문화, 예술 분야로까지 확산되면서 폴란드 문단은 바야흐로 ‘해빙기(Odwilż)’를 맞게 되었다. 침체되었던 문단이 활기를 되찾게 되자 헤르베르트 또한 ‘폴란드 문인 협회’로의 복귀를 선언했다.
1960년대에 헤르베르트는 무려 세 개의 문학상을 수상했다. 1963년 코시치엘스키흐 재단 문학상(Nagroda Fundacji im. Kościelskich)을 필두로, 1965년 유르지코프스키 재단 문학상(Nagroda Fundacji A. Jurzykowskiego)을 수상했으며, 1965년에는 오스트리아 정부로부터 레나우 문학상(Nagroda im. N. Lenaua)을 받았다. 이 시기에 헤르베르트는 오스트리아, 독일, 영국, 이탈리아, 프랑스, 그리스 등을 여행했다.
1973년에는 독일 정부로부터 헤르더 문학상(Nagroda im. G. von Herdera)을 수상했다. 이듬해인 1974년에는 헤르베르트의 작품에서 가장 중요한 내레이터이자 주인공인 ‘판 코기토’가 등장하는 다섯 번째 시집 ≪판 코기토(Pan Cogito)≫가 출간되었다. 판 코기토를 주인공으로 내세운 일련의 연작들을 통해서 다양한 상황과 문제에 직면한 인간이 만들어 내는 사회적, 도덕적, 철학적 반응에 대해 흥미롭게 고찰하고 있는 이 시집은 출간 즉시 폴란드뿐 아니라 서유럽에서도 뜨거운 반향을 불러일으켰다.
헤르베르트는 지식인으로서 국내의 정치 문제에도 적극적으로 참여하는 문인이었다. 1974년 12월 소비에트 연방에 거주하는 폴란드 이민자들에게 폴란드 문화를 접할 수 있는 기회를 제공하자는 취지의 성명서를 발표했고, 1975년에는 다른 지식인들과 함께 폴란드 사회주의 정부의 헌법 개정에 반대하는 서명 운동에 동참했다. 이후 헤르베르트는 오스트리아, 독일, 이탈리아, 프랑스 등을 오가면서 꾸준한 작품 활동을 펼쳤다. 1978년에는 독일에서 페트라르카 문학상(Nagroda im. Petrarki)을 수상하면서 다시 한 번 해외에서 문학성을 인정받았다.
1980년대에 접어들면서 폴란드에서는 자유노조를 중심으로 반체제 저항운동이 본격화되기 시작했다. 문학에 있어서도 비공식적인 지하 출판을 통한 저항운동이 활기를 띠면서 순수문학보다는 기록문학이 성행했다. 헤르베르트는 지하 출판을 통해 발간된 1980년대의 대표적인 계간문예지 ≪기록(Zapis)≫의 편집주간으로 활약했다.
국내에서의 정치적인 행보로 인해 헤르베르트의 여섯 번째 시집 ≪포위된 도시에서 온 보고서(Raport z oblężonego miasta)≫는 1983년 파리에서 출간되었다. 표제작을 비롯하여 상당수의 수록 작품들에서 발견되는 일관된 주제는 2차 대전 때부터 스탈린 시대에 이르기까지 소비에트가 저지른 만행에 대한 고발이라고 할 수 있다.
1980년대에도 헤르베르트의 문학상 수상은 계속되었다. 1983년 자유노조가 수여하는 명예 문화포상(Honorowa Nagroda kulturalna “Solidarności”)을 받았고, 1988년에는 브루노 슐츠 문학상(Nagroda im. B. Schulza)을, 1990년에는 예루살렘 상(Nagroda Jerozolimy)을 수상했다.
1989년 베를린 장벽의 붕괴와 더불어 마침내 폴란드에서도 사회주의 정권이 무너지고 민주화의 물결이 도래하게 되었다. 이후 헤르베르트는 떠돌이 생활을 청산하고 1992년부터 바르샤바에 정착했다. 일곱 번째 시집 ≪출발을 위한 엘레지(Elegia na odejście)≫(1990)는 파리에서 출간되었지만, 여덟 번째 시집 ≪로비고(Rovigo)≫(1992)는 폴란드에서 출간되었다. 이 시기에 헤르베르트는 거의 매년 노벨문학상 수상 후보로 거론되었다.
유고시집 ≪천둥의 에필로그(Epilog burzy)≫를 마지막으로 남긴 채 즈비그니에프 헤르베르트는 1998년 7월 28일 영원히 독자들의 곁을 떠났다.
헤르베르트가 남긴 작품은 뛰어난 문학성으로도 널리 인정받고 있지만, 특유의 도덕적 성찰을 통해 삶의 좌표를 잃고 방황하는 현대인들, 불의에 눈을 감고 현실에 쉽게 타협해 버리는 우리들에게 투철한 의지와 사명감을 고무해 준다는 점에서 그 진정한 가치를 발견할 수 있다. 헤르베르트의 시에는 섣부른 결론이나 달콤한 미사여구, 대중들이 환호하는 슬로건은 존재하지 않는다. 시인은 끊임없이 고민하고, 망설이며, 성찰한다. 그의 시선은 남들이 주목하지 않는 불안과 공포를 향하고, 그의 귀는 내면으로부터 솟아나는 나직한 양심의 소리를 향해 열려 있다. 헤르베르트의 시는 지금까지 전 세계 약 20여 개 언어로 번역되었으며, 그는 가장 널리 알려진 폴란드 현대 시인으로 손꼽히고 있다.

## 같이 보기
- 폴란드 문학